# Ван Геннип, Ивонн
Иво́нне Мария Терезе ван Ге́ннип (нидерл. Yvonne Maria Therèse van Gennip; род. 1 мая 1964 года в Харлеме) — нидерландская конькобежка, 3-кратная олимпийская чемпионка, 3-кратная призёр чемпионатов мира, 5-кратная призёр  чемпионатов Европы, 3-кратная обладатель Кубка мира, 13-кратная чемпионка Нидерландов и 8-кратная призёр.

## Биография
Ивонне ван Геннип родилась младшим ребёнком в семье из 4-х детей, одного брата и трёх сестёр. Уже в начальной школе она увлекалась спортом и участвовала в соревнованиях по корфболу, гандболу, гимнастике, верховой езде, плаванию, софтболу. В возрасте 10 лет Ивонн познакомилась с катанием на коньках через программу набора молодежи в конькобежный клуб "ijsclub Haarlem" и тренировалась у своего первого тренера Харри Фалке. И поскольку ей там нравилось, она продолжала заниматься этим видом спорта. Она подумывала об учёбе, чтобы изучать физиотерапию или медицину. В 1983-84 годах ей разрешили перенести учебу в медицине на 4 года, чтобы она могла полностью посвятить себя катанию на коньках.
Она начала участвовать в профессиональных соревнованиях в сезоне 1079/80 годов и уже через год дебютировала на чемпионате мира среди юниоров в Эльверуме, где стала бронзовым призёром в общем зачёте многоборья. В 1982 году Ивонне выиграла серебро на очередном чемпионате мира среди юниоров в Инсбруке и впервые участвовала в составе Национальной сборной на чемпионате мира в спринтерском многоборье в Алкмаре, заняв там высокое 4-е место. В 1983 году она поднялась на 2-е место в спринте на чемпионате Нидерландов и отправилась на чемпионат мира в спринтерском многоборье, где выступила неудачно и заняла только 25-е место.
В декабре 1983 года Ван Геннип стала серебряным призёром в классическом многоборье на чемпионате страны и в январе 1984 года на дебютном чемпионате Европы в Алма-Ате финишировала 11-й в сумме многоборья. Через две недели на чемпионате мира в классическом многоборье заняла 12-е место. В феврале дебютировала на зимних Олимпийских играх в Сараево и заняла 5-е место в забеге на 3000, 6-е на 1000 и 11-е на 1500 метров. В конце сезона она выступила на спринтерском чемпионате мира с 14-м местом на финале и на чемпионате Нидерландов в спринте, завоевав золотую медаль по сумме четырёх дистанции.
Её первый подиум на международной арене состоялся в январе 1985 года, когда она завоевала серебряную медаль на чемпионате Европы в Гронингене, при этом финишировала первой на дистанциях 3000 и 5000 метров с рекордом трассы. В феврале на чемпионате мира в классическом многоборье в Сараево поднялась на 4-е место, выиграв малую "бронзу" в забеге на 5000 метров с рекордом Нидерландов 7:38,87 сек. Через год результаты повторились, так на чемпионате Европы в Гейтусе выиграла малую золотую медаль в беге на 500 метров с личным рекордом, и заняв 2-е общее место. А на чемпионате мира в Гааге заняла вновь 4-е место с малой бронзой на 1500 метров.
В 1987 году Ивонне не было равных на чемпионате Нидерландов на отдельных дистанциях. Она выиграла в забегах на 1500, 3000 и 5000 метров и стала второй на 500 и 1000 метров, а на чемпионате Европы в Гронингене в январе в третий раз подряд взяла серебряную медаль в многоборье. В феврале после 10-го места на спринтерском чемпионате мира она впервые завоевала бронзовую медаль на чемпионате мира в классическом многоборье в Уэст-Аллисе, уступив только вечно первым на то время немкам Карин Каниа-Энке и Андреа Эриг-Мичерлих. Тогда же стала чемпионкой Нидерландов в многоборье. В сезоне 1986/87 Ван Геннип стала обладателем Кубка мира на дистанциях 1500, 3000 и 5000 метров. В декабре 1987-го она перенесла операцию на ноге из-за инфекции, вызванной порезом, который она получила, слишком туго затянув шнурок на коньке.
Звёздным часом спортивной карьеры спортсменки стали зимние Олимпийские игры 1988 года в Калгари, где она сумела завоевать три золотые медали на дистанциях 1500, 3000 и 5000 метров, опередив при этом признанных фавориток, конькобежек ГДР и установив два мировых рекорда. На дистанции 3000 метров ван Геннип улучшила мировой рекорд почти на 5 секунд, на пятикилометровке побила свой же мировой рекорд на 7 секунд. На дистанции 1500 метров мировой рекорд устоял, но голландская конькобежка одержала победу, улучшив личный рекорд почти на 4 секунды. В том же году стала серебряным призёром в многоборье на чемпионате мира в Шиене и бронзовым на чемпионате Европы в Конгсберге, а также чемпионом Нидерландов в многоборье.
После олимпиады она присоединилась к отделу по связям с общественностью в Гааге. Организация «Справедливость и право» принимала участие в гонках "Whitbreadrace" по всему миру, и Ивонне руководила связями этой организации. В январе 1989 года Ивонне заняла 5-е место на чемпионате Европы в Берлине, а через месяц на очередном чемпионате мира в Лейк-Плэсиде стала бронзовым призёром в сумме многоборья. С конца 1989 года ей снова разрешили кататься в компании "Equity and Law", при этом она продолжала получать зарплату.
В 1991 году на чемпионате Европы в Сараево финишировала с бронзовой медалью и на чемпионате мира в Хамаре заняла 5-е место. В январе 1992 года Ивонне выиграла чемпионат страны в забеге на 3000 метров, заняла 4-е место на чемпионате Европы в Херенвене, и участвовала в своих третьих зимних Олимпийских играх в Альбервилле, но не смогла завоевать там медалей. После падения на дистанции 1500 метров и 6-го места на дистанции 3000 метров Ван Геннип снялась с дистанции 5000 метров, потому что болела гриппом. В том же году завершила спортивную карьеру. 

## Награды
- 1988 год - признана спортсменкой года в Нидерландах.

## Личная жизнь и работа
Ивонне ван Геннип окончила гимназию в Мендельколледже в 1982 году и училась в одной школе с Руудом Гуллитом. После завершения спортивной карьеры ей пришлось приступить к работе: продавать ипотечные кредиты и путешествовать по стране. В 1993 году она вместе с другом открыла магазин сэндвичей в Бюссюме, но когда она поняла, что дружба страдает, она ушла через полгода. Позже она работала в двух компаниях в Ойстервейке: "La Promesse", в которой организовывала корпоративные вечеринки и торжества, и в компании "Thomas Oriental Products", которая производит китайский бальзам. Там она выполняла свою работу из дома и ей снова разрешили путешествовать по стране. Ивонне ван Геннип с 1989 года директор группы "van Gennip Promotions BV", с 2012 года является менеджером Национальной сборной KNSB по конькобежному спорту, а в 2016 году основала фонд "Yvonne van Gennip Talent Fonds" для помощи молодом талантам в конькобежном спорте. С 2020 года она стала активно заниматься новым для неё видом спорта: футболом. Как председатель "Telstar women", она хочет возглавить женскую футбольную команду.